# Regional-Express

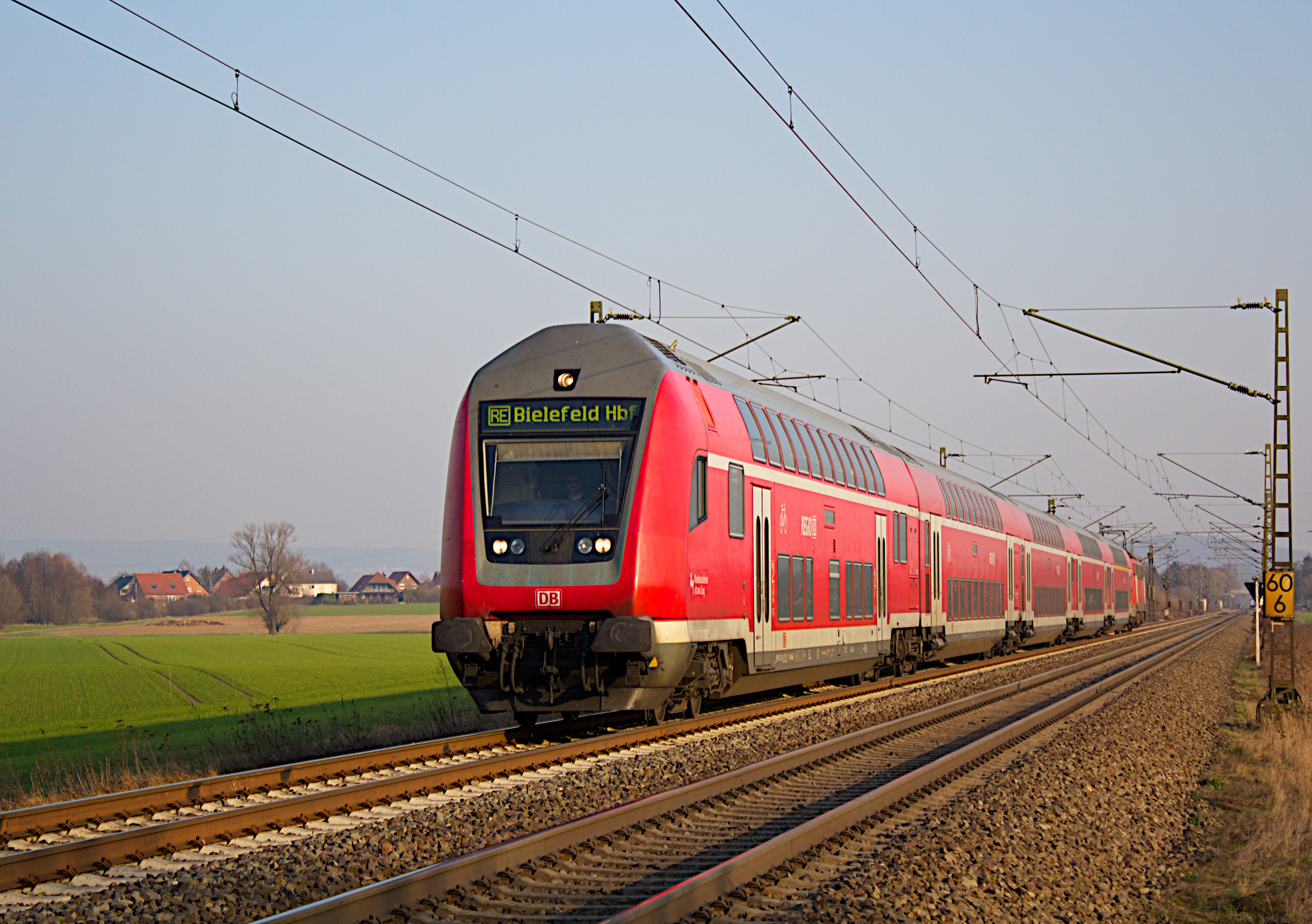
Потяг німецького Regional-Express оператора Deutsche Bahn біля Міндену

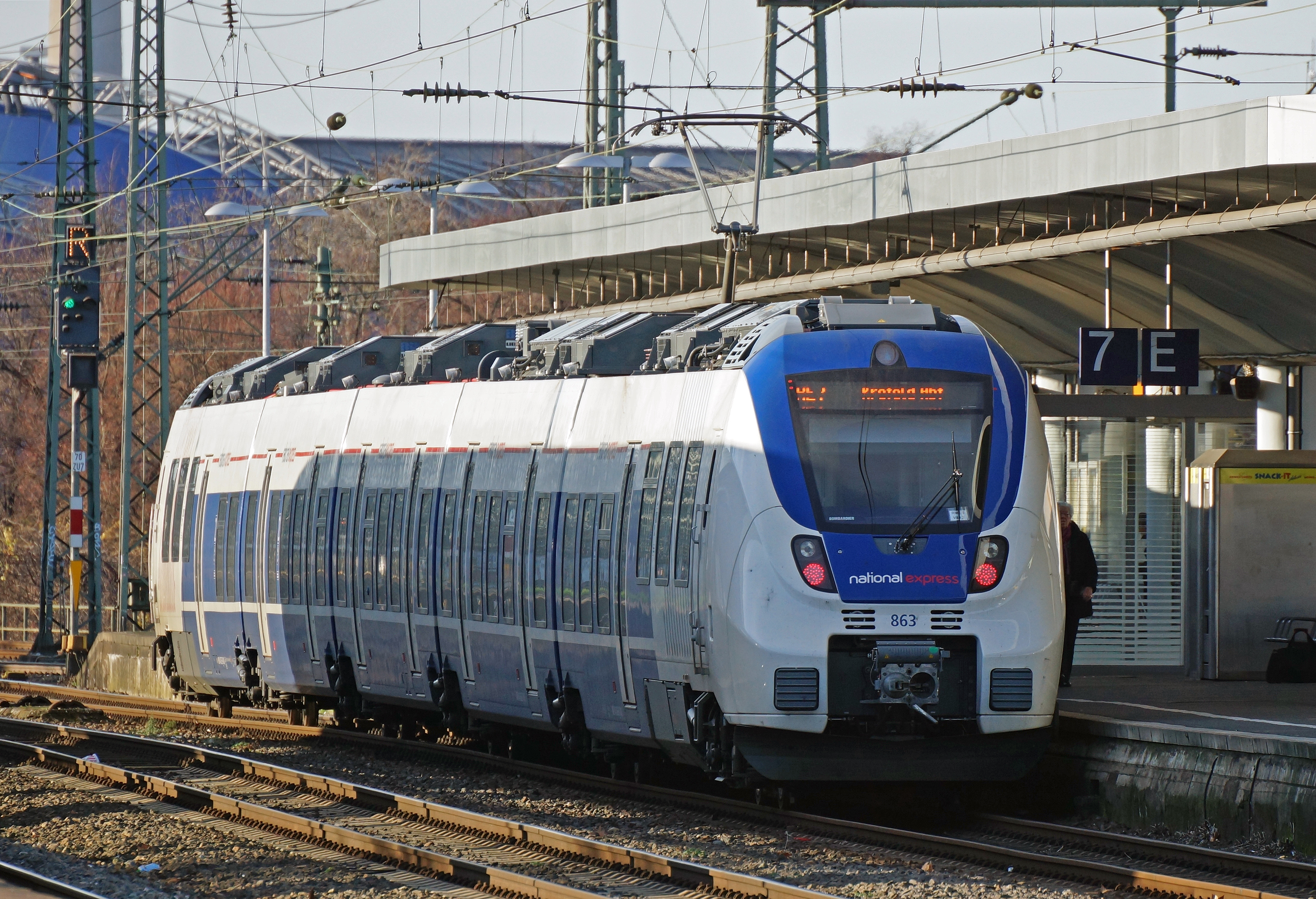
Німецький Regional-Express опрератора National Express у Кельні

Regional-Express (RE в Німеччині, REX в Австрії) — категорія залізничних поїздів в Німеччині, Австрії та Люксембурзі. У Швейцарії для позначення поїздів даної категорії використовується термін RegioExpress. У Німеччині Regional-Express в 1994 році замінили «швидкі» потяги місцевого сполучення категорії E, в Австрії — у 2006 році поїзда категорій E і SPR. Regional-Express служать для зв'язку великих міст регіону між собою і забезпечення його зв'язку з мережею потягів далекого прямування. Від Regionalbahn потяги даної категорії відрізняються більшою швидкістю і збільшеною відстанню між зупинками, однак не досягають швидкості InterCity.
Переважна більшість потягів цього типу на кінець 2010-х знаходяться під управлінням DB Regio, хоча землі можуть віддавати маршрути їх проходження будь-яким операторам. Деякі оператори підтримують потяги, аналогічні Regional-Express, проте під власними брендами. Більшість ліній Regional-Express обслуговуються кожні 1 або 2 години і мають номери, а іноді і назви. У переважній більшості випадків застосовуються потяги з двох-дев'яти двоповерхових вагонів з одним локомотивом і вагоном з кабіною на іншому кінці поїзда. У потязі завжди є вагон для перевезення велосипедів, зазвичай це головний вагон. Як і в більшості інших німецьких потягів, присутні салони першого і другого класу. Тарифи на проїзд в RE аналогічні тарифу на RB — Regionalbahn (тарифний план C), тобто трохи дешевше, ніж на InterCity. Зазвичай можлива оплата в поїзді кондуктору, але це дорожче, ніж покупка квитка заздалегідь. Крім того, існує багато пропозицій від DB на квитки на регіональні поїзди, такі як проїзні в межах однієї федеральної землі або квитки вихідного дня. Використання таких пропозицій дозволяє знизити ціну проїзду у декілька разів.